# 1892年の相撲
1892年の相撲（1892ねんのすもう）は、1892年の相撲関係のできごとについて述べる。

## できごと
- 大阪相撲を割って独自興行を行っていた広角組が大坂千日前三宅弥太郎所有地を本拠地とする[1]。

- 関西法律学校相撲部創部（関西大学相撲部の前身）。

## 天覧相撲
7月9日、鍋島直大侯爵邸に明治天皇が行幸、天覧相撲が披露された。

## 本場所など
- 1月場所（東京相撲）[3]
  - 興行場所:本所回向院
  - 1月5日より晴天10日間興行
- 5月場所（東京大阪合併相撲）[1]
  - 興行場所:長堀土佐稲荷神社
  - 晴天10日間興行
    - 大阪方は広角組が参加。7日目で打ち切り。
- 5月場所（京都大阪合併相撲）[1]
  - 興行場所:祇園北林
  - 晴天7日間興行
    - 4日目で打ち切り。
- 6月場所（東京相撲）[4]
  - 興行場所:本所回向院
  - 6月1日より晴天10日間興行
- 10月場所（東京大阪合併相撲）[2]
  - 興行場所:難波新地新金刀比羅神宮
  - 晴天10日間興行

## 誕生
- 2月5日 - 栃木山守也（第27代横綱、所属：出羽海部屋、+ 1959年【昭和34年】）[5]
- 3月18日 - 両國勇治郎（最高位：関脇、所属：入間川部屋→出羽海部屋、+ 1960年【昭和35年】）[6]
- 3月25日 - 御西山政夫（最高位：前頭6枚目、所属：出羽海部屋、+ 1978年【昭和53年】）[7]
- 4月1日 - 大ノ里萬助（最高位：大関、所属：若松部屋→湊川部屋→出羽海部屋、+ 1938年【昭和13年】）[8]
- 5月25日 - 綾錦由之丞（最高位：張出前頭（筆頭格）、所属：追手風部屋→湊川部屋、+ 1963年【昭和38年】）[9]
- 6月17日 - 二瀬川忠太郎（最高位：大関（大阪相撲）、所属：朝日山部屋、+ 没年不明）
- 6月20日 - 16代式守伊之助（元・立行司、所属：伊勢ノ海部屋→出羽海部屋、+ 1948年【昭和23年】）[10]
- 7月6日 - 8代式守与太夫（元・三役格行司、所属：伊勢ノ海部屋→錦嶋部屋、+ 没年不明）
- 11月26日 - 三杦磯善七（最高位：関脇、所属：尾車部屋→峰崎部屋→片男波部屋→伊勢ノ海部屋、+ 1951年【昭和26年】）[11]